# 極超音速兵器

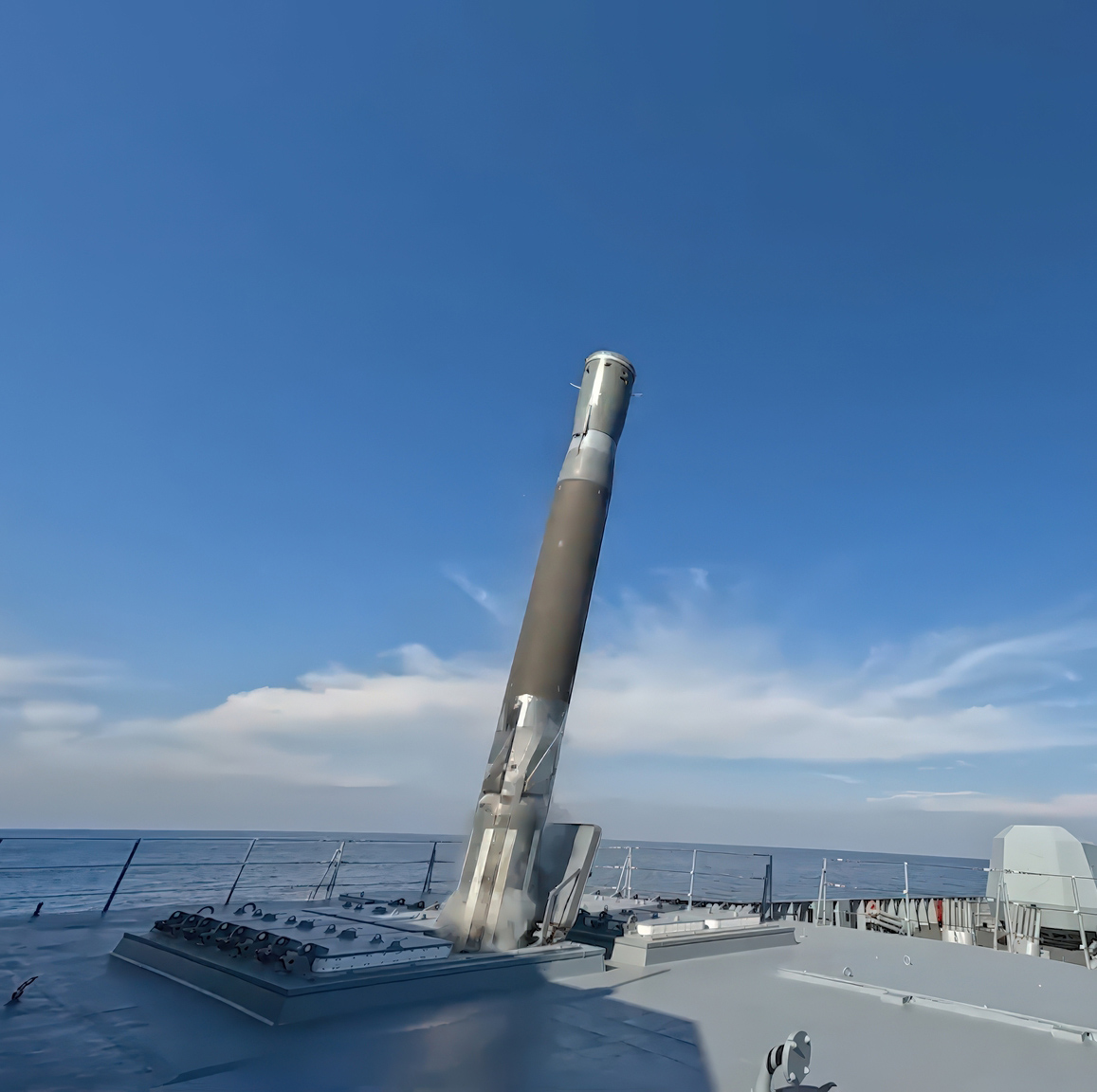
実用化されてる極超音速巡航ミサイルであるツィルコン

極超音速兵器（ごくちょうおんそくへいき　Hypersonic weapon）は、極超音速で飛行する兵器。音速の5倍から25倍ほどの超高速で長距離を飛行するため、探知や迎撃が困難となる。弾道ミサイルも同様に高速飛行する長距離兵器であるが、2010年代以降に開発が進み、それにより注目されているのは、極超音速飛行のみならず、ある程度の機動性を有することにより、迎撃の困難性が増したことにある。また、飛行高度が弾道ミサイルより低いことも被探知性を高めている。
アメリカのミサイル防衛技術への対抗もあって、ロシアや中国における開発が進み、日本もそれらに続いて開発を行っている。
極超音速兵器の種類としては、以下のようなものがある。
1. 極超音速滑空体(HGV) - 弾道ミサイルとして打ち上げられた後、弾道部が分離し目標まで滑空飛行するミサイル
2. 極超音速巡航ミサイル(HCM) - スクラムジェットエンジンなどにより、高速飛行する巡航ミサイル
3. 大気圏再突入中に極超音速で飛行する弾道ミサイル
4. 多弾頭型中距離弾道ミサイル (オレシュニク)
5. レールガン
6. 極超音速航空機
7. 誘導砲弾